# Alberto Castilla
Alberto Castilla Buenaventura (Bogotá, 9 de abril de 1878-Ibagué, 10 de junio de 1937) fue un compositor colombiano. También fue ingeniero, periodista, poeta, escritor, matemático y músico. Fundó el Conservatorio del Tolima en 1906.
Compuso la música instrumental del Bunde tolimense en el año 1914, a la que, entre otros, Nicanor Velásquez Ortiz agregó versos y es la que hoy en día es la versión declarada Himno del Departamento del Tolima.

## Biografía
Hijo de Clodomiro Castilla Baena y Mercedes Buenaventura Galindo, cursó sus estudios primarios en colegios bogotanos y el bachillerato en el colegio Araujo de Bogotá. 
Ingresó a la Academia Nacional de Música para estudiar solfeo, armonía y cuerdas, pero fue interrumpido al desatarse la Guerra de los Mil Días y participar en ella. Posterior a la terminación del conflicto, Castilla realizó estudios de ingeniería civil y se radicó en Ibagué.
Otras obras musicales del maestro Castilla son: La Guabina, El Cacareo, Rondinella, Misa de Requiem, El Rizo, Agua del Cieloa.